# قرفص حلقي
قرفص حلقي (الاسم العلمي:Serranus annularis) (بالإنجليزية: Orangeback bass)‏ هو نوع من الأسماك يتبع جنس القرفص من الفصيلة القرفصية.